# Occupazione sovietica dei Paesi baltici (1940)
L'occupazione sovietica dei Paesi baltici nel 1940 copre il periodo storico che va dalla firma dei patti di mutua assistenza sovietico-baltica nel 1939, alla loro invasione e annessione nel 1940, per poi toccare infine alle deportazioni di massa del 1941.
Nel settembre e nell'ottobre 1939 il governo sovietico costrinse gli Stati baltici, in virtù della sua influenza, a concludere patti di mutua assistenza che autorizzavano i sovietici a stabilire in loco basi militari. In seguito all'invasione dell'Armata Rossa nell'estate del 1940, le autorità sovietiche costrinsero i governi baltici a dimettersi. I presidenti di Estonia e Lettonia furono imprigionati e successivamente morirono in Siberia. Il presidente della Lituania, invece, abbandonò il Paese e si rifugiò negli Stati Uniti.
Sotto la supervisione sovietica, i nuovi governi comunisti fantoccio appena costituiti organizzarono elezioni i cui risultati erano palesemente truccati. Poco più tardi, le "assemblee popolari" appena elette approvarono risoluzioni che chiedevano l'ammissione nell'Unione Sovietica. Nel giugno del 1941 i nuovi governi sovietici effettuarono espulsioni di massa dei cosiddetti "nemici del popolo". Per questi motivi, all'inizio, molti baltici accolsero i tedeschi alla stregua di liberatori quando occuparono la regione geografica una settimana più tardi.

## Contesto storico

Espansione sovietica nel 1939-1940

Dopo l'invasione sovietica della Polonia avvenuta il 17 settembre 1939 in accordo con i contenuti del patto Molotov-Ribbentrop, ai sovietici fu concessa libertà di azione anche sulla Lettonia, sulla Lituania e sull'Estonia. Tale facoltà diede a Mosca la possibilità di occuparle impedendo alla Germania di utilizzare i tre stati come testa di ponte per avvicinarsi a Leningrado. I sovietici esercitarono pressioni sulla Finlandia e sui Paesi baltici affinché concludessero trattati di mutua assistenza. I sovietici inoltre misero in dubbio la neutralità dell'Estonia in seguito alla fuga di un sottomarino polacco da Tallinn il 18 settembre, internato per essersi rifugiato lì dopo lo scoppio delle ostilità in seguito all'attacco da parte di due dragamine tedeschi che lo avevano danneggiato. Una settimana dopo, il 24 settembre 1939, il ministro degli Esteri estone ricevette un ultimatum da Mosca. I sovietici chiesero la stipula di un trattato di mutua assistenza per stabilire basi militari in Estonia. Gli estoni non ebbero altra scelta che consentire la creazione di basi navali, aeree ed militari sovietiche su due isole estoni, Suur-Pakri e Väike-Pakri, e presso il porto di Paldiski. L'accordo venne firmato il 28 settembre 1939. Un simile trattamento toccò alla Lettonia il 5 ottobre 1939 e alla Lituania il 10 ottobre 1939. Gli accordi consentirono all'Unione Sovietica di stabilire presidi militari sul territorio delle repubbliche baltiche per tutta la durata della guerra europea, stazionando 25 000 uomini in Estonia, 30 000 in Lettonia e 20 000 in Lituania.
Nel 1939 la Finlandia respinse simili richieste sovietiche per cedere o consegnare in affido parti del suo territorio. In risposta al diniego, l'Unione Sovietica simulò un bombardamento contro un suo villaggio di frontiera (incidente di Mainila) come casus belli per attaccare la Finlandia, dando luogo alla cosiddetta guerra d'inverno a fine novembre. I finlandesi furono in grado di resistere agli invasori per oltre tre mesi; al termine di questo conflitto la nazione scandinava perse oltre il 10% dei suoi territori, ma preservò la sua sovranità. I baltici rimasero neutrali nel conflitto finlandese e i sovietici lodarono il loro comportamento esemplare nei confronti dell'URSS.

## Occupazione sovietica

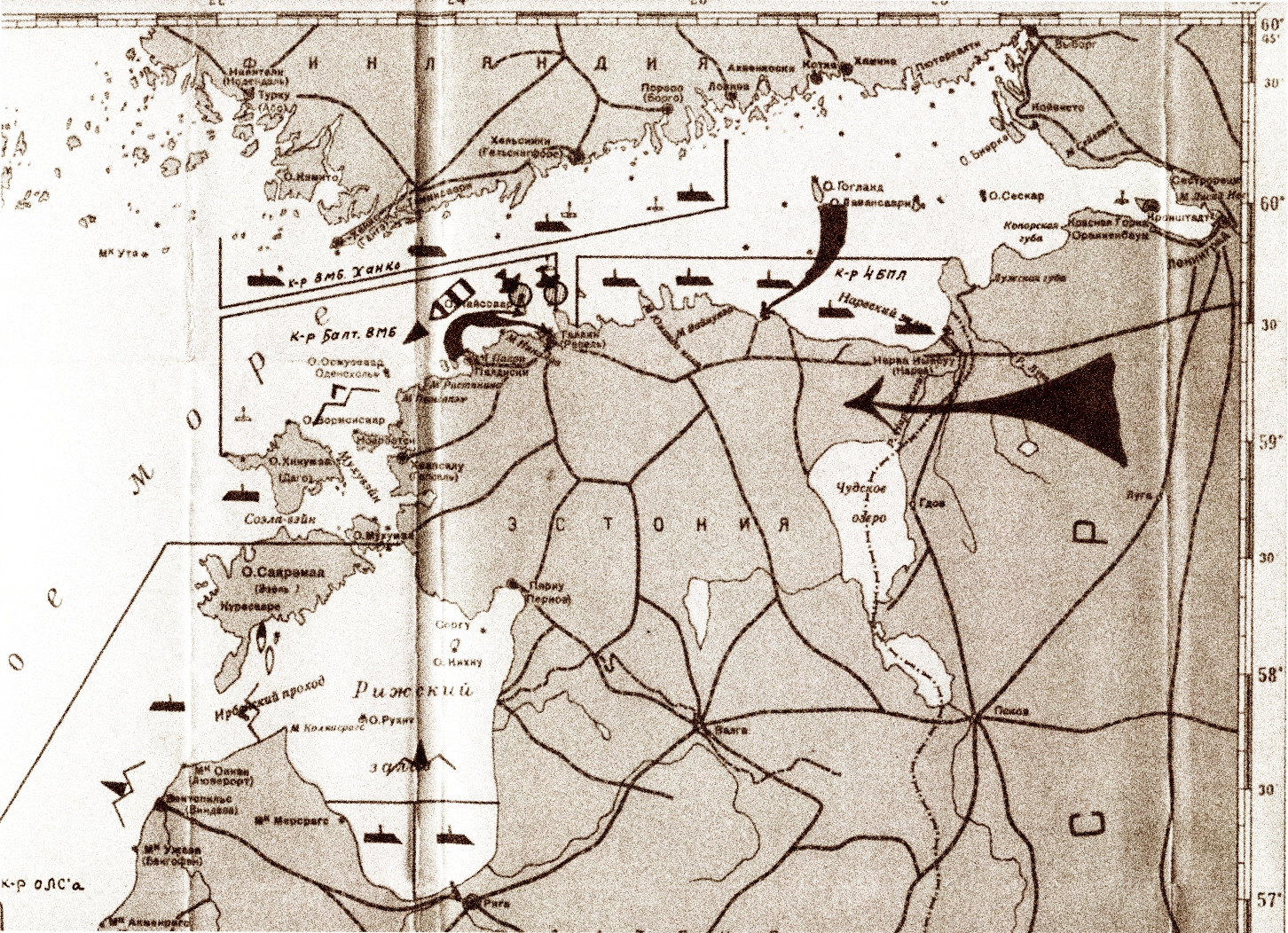
Schemi del blocco militare navale sovietico di Estonia e Lettonia nel 1940. (Archivi navali statali russi)

Furono stanziate per eseguire possibili azioni militari contro gli Stati baltici circa 435 000 unità: si contavano a livello di arsenale circa 8000 cannoni e mortai, oltre 3 000 carri armati e più di 500 mezzi blindati. Il 3 giugno 1940 tutti i soldati sovietici localizzati negli Stati baltici finirono sotto il comando di Aleksandr Loktionov. Il 9 giugno Semën Timošenko, a capo del distretto militare di Leningrado, ricevette la direttiva 02622ss/ov. In essa si affermava che entro il 12 giugno bisognava essere pronti per:
- Smantellare le navi della marina estone, lettone e lituana site nelle loro basi o in mare;
- Catturare le flotte commerciali estoni e lettoni e tutte le altre navi in circolazione;
- Prepararsi per un'invasione e un'operazione di sbarco a Tallinn e Paldiski;
- Assicurarsi il golfo di Riga e bloccare le coste dell'Estonia e della Lettonia nel golfo di Finlandia e nel Mar Baltico;
- Impedire l'evacuazione dei governi, delle forze militari e delle risorse estoni e lettoni;
- Fornire supporto navale per raggiungere poi via terra Rakvere;
- Impedire all'aeronautica estone e lettone di volare verso la Finlandia o la Svezia.[12]

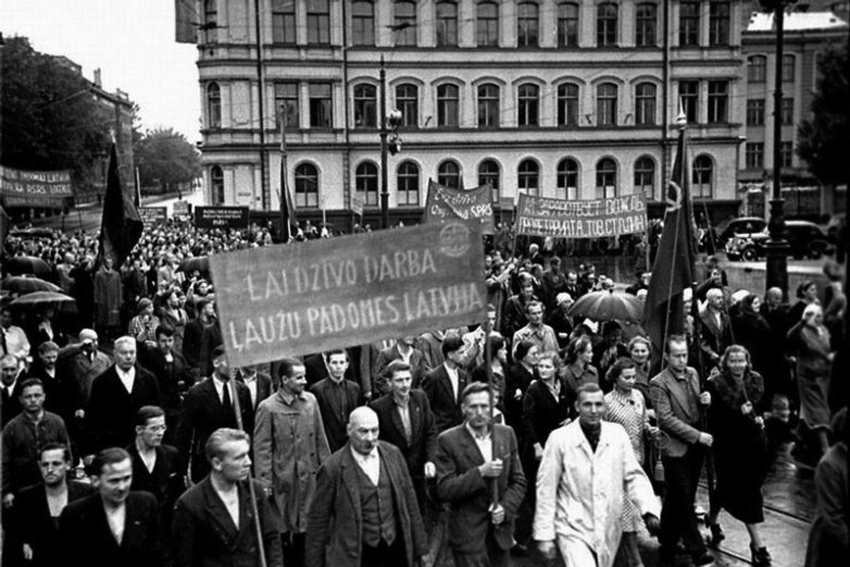
Raduno organizzato dai sovietici a Riga nel 1940

Il 12 giugno 1940, stando a quanto riporta il direttore dell'Archivio di Stato russo del Dipartimento navale Pavel Petrov (C.Phil.) in relazione ai registri dell'archivio, la flotta del Baltico ricevette l'ordine di attuare un blocco militare totale dell'Estonia. Il 13 giugno alle 10:40 le forze sovietiche iniziarono a muoversi nelle posizioni prestabilite e furono pronte ad agire entro le ore 22 del 14 giugno: quattro sottomarini e un certo numero di unità leggere della marina furono posizionate nel mar Baltico, nel golfo di Riga e in quello di Finlandia per impedire agli stati baltici l'accesso al mare aperto; un contingente navale suddiviso in tre divisioni di cacciatorpediniere fu posizionato ad ovest di Naissaar per supportare l'invasione; i quattro battaglioni della prima brigata di fucilieri di marina furono posizionati sulle navi da trasporto Sibir, 2ª Pjatiletka ed Elton per sbarcare presso l'isola di Naissaar e di Aegna; la nave da trasporto Dnestr e i cacciatorpediniere Storozevoi e Silnoi furono posizionati con truppe per assaltare la capitale Tallinn; il 50º battaglione salì sulle navi in attesa di colpire Kunda. Al blocco sovietico parteciparono 120 imbarcazioni, tra cui un incrociatore, 7 cacciatorpediniere e 17 sottomarini, insieme a 219 aerei tra cui l'8ª brigata aerea formata da 84 bombardieri DB-3 e Tupolev SB e la 10ª brigata con 62 velivoli.
Il 14 giugno 1940 i sovietici emisero un ultimatum alla Lituania. Il blocco militare sovietico dell'Estonia entrò in azione mentre l'attenzione del mondo era focalizzata sulla conquista di Parigi ad opera della Germania nazista. Due bombardieri sovietici abbatterono l'aereo passeggeri finlandese "Kaleva" che volava da Tallinn a Helsinki trasportando tre buste diplomatiche delle ambasciate statunitensi a Tallinn, Riga ed Helsinki. L'impiegato del Servizio Esteri degli Stati Uniti Henry W. Antheil Jr. morì nell'incidente. insieme ad altri otto passeggeri, tra cui due corrieri diplomatici francesi ed equipaggio; il motivo non fu mai chiarito ma tra le ipotesi ventilate ci fu la possibile presenza a bordo della valigia diplomatica di Antheil dei futuri piani sovietici nella regione del baltico preparati dallo stato maggiore estone.

### Invasione dell'Armata Rossa
Molotov aveva accusato gli stati baltici di aver cospirato contro l'Unione Sovietica e aveva consegnato un ultimatum a tutti i Paesi baltici per istituire governi approvati dai sovietici. Minacciando l'invasione e accusando i tre stati di aver violato i patti originali formando una coalizione anti-sovietica, Mosca chiese nuove concessioni, quali ad esempio la sostituzione dei governi in carica nei tre Stati e la facoltà di permettere illimitati spostamenti di truppe nei confini dei Paesi baltici.
I governi locali decisero che, dato il loro isolamento internazionale e la soverchiante superiorità numerica degli avversari ai confini dei loro territori o già all'interno di essi, fosse inutile resistere con la forza e convenisse evitare inutili spargimenti di sangue. L'occupazione degli stati baltici coincise con un colpo di Stato da parte dei comunisti in ogni Paese, con l'appoggio delle truppe sovietiche.
Il 15 giugno l'URSS entrò in Lituania. Le truppe sovietiche aggredirono le guardie di frontiera lettoni a Masļenki (nei pressi di Pytalovo). Il 16 giugno 1940 l'URSS invase l'Estonia e la Lettonia. Secondo un articolo del Time pubblicato al momento delle occupazioni, nel giro di pochi giorni circa 500 000 truppe sovietiche dell'Armata Rossa si insediarono nei tre stati baltici - solo una settimana prima della definitiva conquista della Francia ad opera della Germania nazista.
Un numero indefinito di truppe sovietiche (secondo alcuni 650 000) penetrò in Estonia, Lettonia e Lituania, superando dunque di gran lunga gli eserciti nazionali di ciascun Paese.
Gran parte delle Forze di difesa estoni e della Lega di difesa estone si arresero di concerto con le disposizioni del governo estone e furono disarmate dall'Armata Rossa. Solo il battaglione indipendente estone di stanza a Tallinn in via Raua fece resistenza ai danni della milizia comunista dell'Armata Rossa e di "Autodifesa popolare", combattendo contro le truppe invasori il 21 giugno 1940. Quando l'Armata Rossa dispiegò rinforzi aggiuntivi supportati da sei mezzi corazzati, la schermaglia proseguì per diverse ore fino al tramonto. Alla fine la resistenza militare fu piegata ricorrendo a negoziati e il battaglione indipendente si consegnò e fu disarmato. Diversi furono i feriti di entrambi gli schieramenti: morirono circa dieci russi e due militari estoni di cui si conosce il nome, Aleksei Männikus e Johannes Mandre. I sovietici che presero parte agli scontri erano guidati dall'ex pugile due volte medaglia d'argento Nikolai Stepulov.

### Reazione delle potenze occidentali
I governi in esilio - con ambasciate a Londra - furono riconosciuti da numerosi governi occidentali durante la guerra fredda. Con il ripristino dell'indipendenza da parte delle Repubbliche Sovietiche che lasciarono l'URSS, questi governi in esilio furono integrati negli Stati appena ricostituiti.

## Sovietizzazione dei Paesi baltici

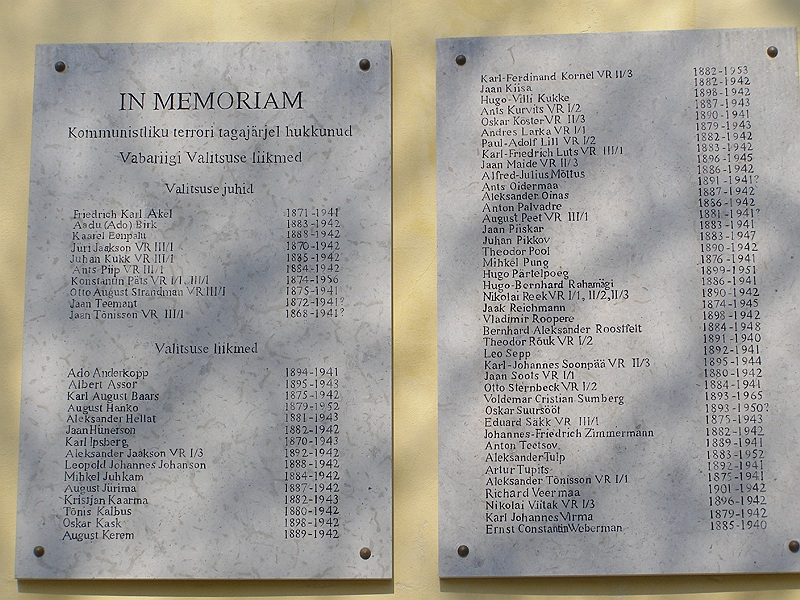
Targa commemorativa, posta sull'edificio del Governo dell'Estonia, (Casa Stenbock) a Toompea con l'elenco delle vittime e dei membri del governo estone fucilati durante l'epoca del Terrore rosso

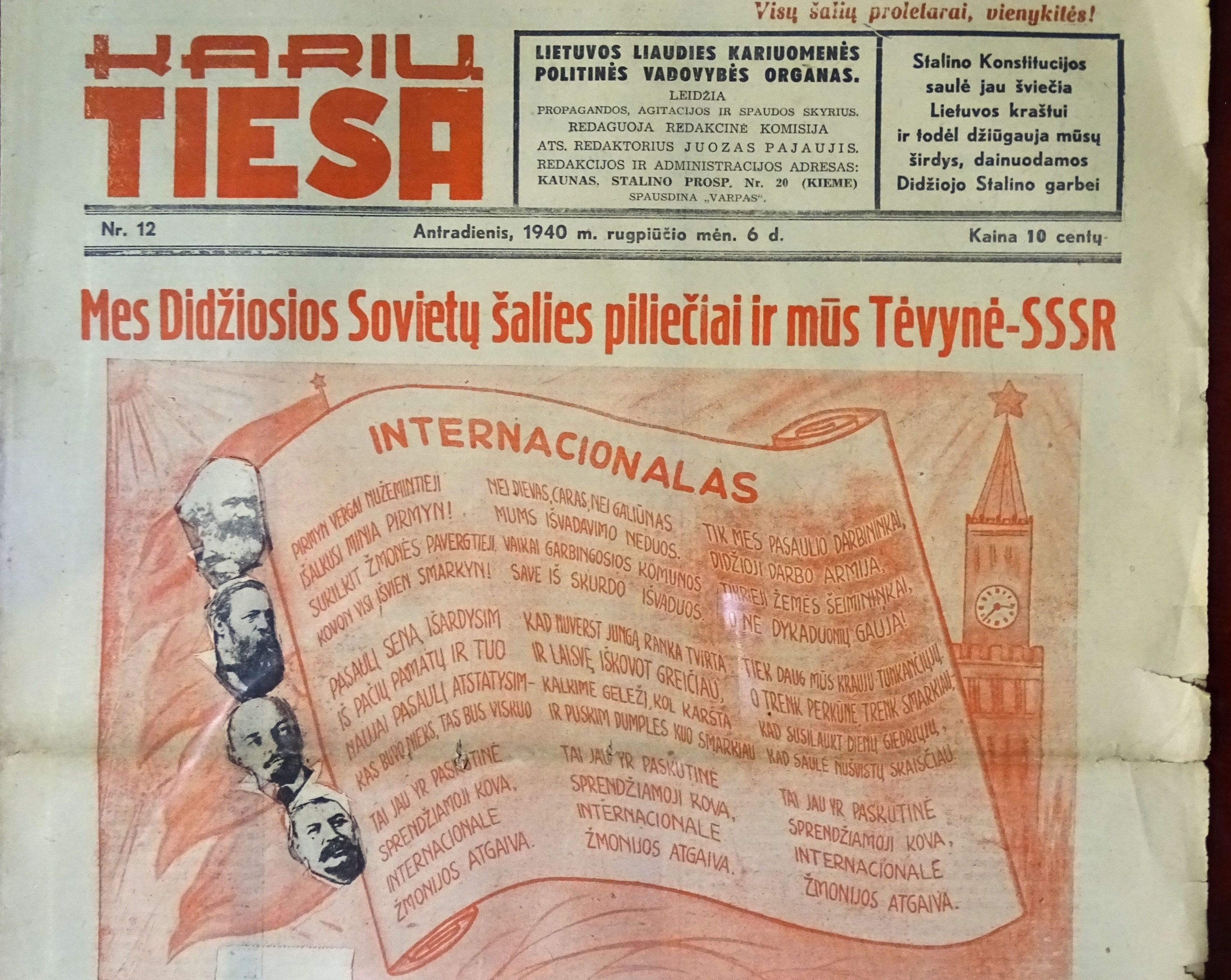
Giornale di propaganda sovietica in lingua lituana. Il testo in nero in alto a destra recita: "Il sole della Costituzione di Stalin brilla già sulla terra lituana e quindi i nostri cuori si rallegrano cantando in onore del grande Stalin"

Una volta consolidato il potere sulla regione, seguirono repressioni politiche ed espulsioni di massa di 131 500 cittadini da parte dei sovietici. Le cosiddette istruzioni di Serov, "[disposizioni riguardo] alla procedura di esecuzione delle deportazioni di elementi antisovietici da Lituania, Lettonia ed Estonia", contenevano dettagliate procedure e protocolli da seguire per effettuare la deportazione dei cittadini baltici.
I sovietici iniziarono una metamorfosi costituzionale degli Stati baltici formando dapprima "Governi del Popolo" di transizione guidati da stretti collaboratori di Stalin simpatizzanti comunisti locali, nonché funzionari trasferitisi dall'Unione Sovietica. I presidenti e i governi di tutti e tre i Paesi dovettero dimettersi e si procedette a sostituirli con i governi del popolo.
Il 14-15 luglio, a seguito di decreti emanati in maniera contraria alle leggi locali, si tennero le elezioni parlamentari: a concorrere furono autorizzati solo i comunisti e i partiti alleati e i risultati furono palesemente truccati. Il servizio stampa sovietico li rilasciò infatti ancor prima che le votazioni si concludessero, come dimostra un giornale di Londra stampato 24 ore prima della chiusura dei sondaggi. I "Parlamenti del popolo", appena eletti, si riunirono il 21 luglio, ciascuno con un solo punto all'ordine del giorno: presentare una richiesta di adesione all'Unione Sovietica. Tali domande, presentate e accolte dall'unanimità dei partecipanti, furono analizzate dal Soviet Supremo dell'URSS, il quale "accettò" tutte e tre le richieste nei primi di agosto. La versione ufficiale sovietica affermava che tutti e tre i Paesi baltici diedero luogo a rivoluzioni socialiste e invocarono volontariamente l'adesione all'Unione Sovietica.
I giovani governi installati nei Paesi baltici iniziarono ad allineare le loro politiche con quelle sovietiche. Secondo la dottrina prevalente nel processo, le vecchie società "borghesi" furono distrutte in modo che nuove società socialiste, gestite da fedeli cittadini sovietici, potessero essere plasmate al loro posto.

## Cronistoria

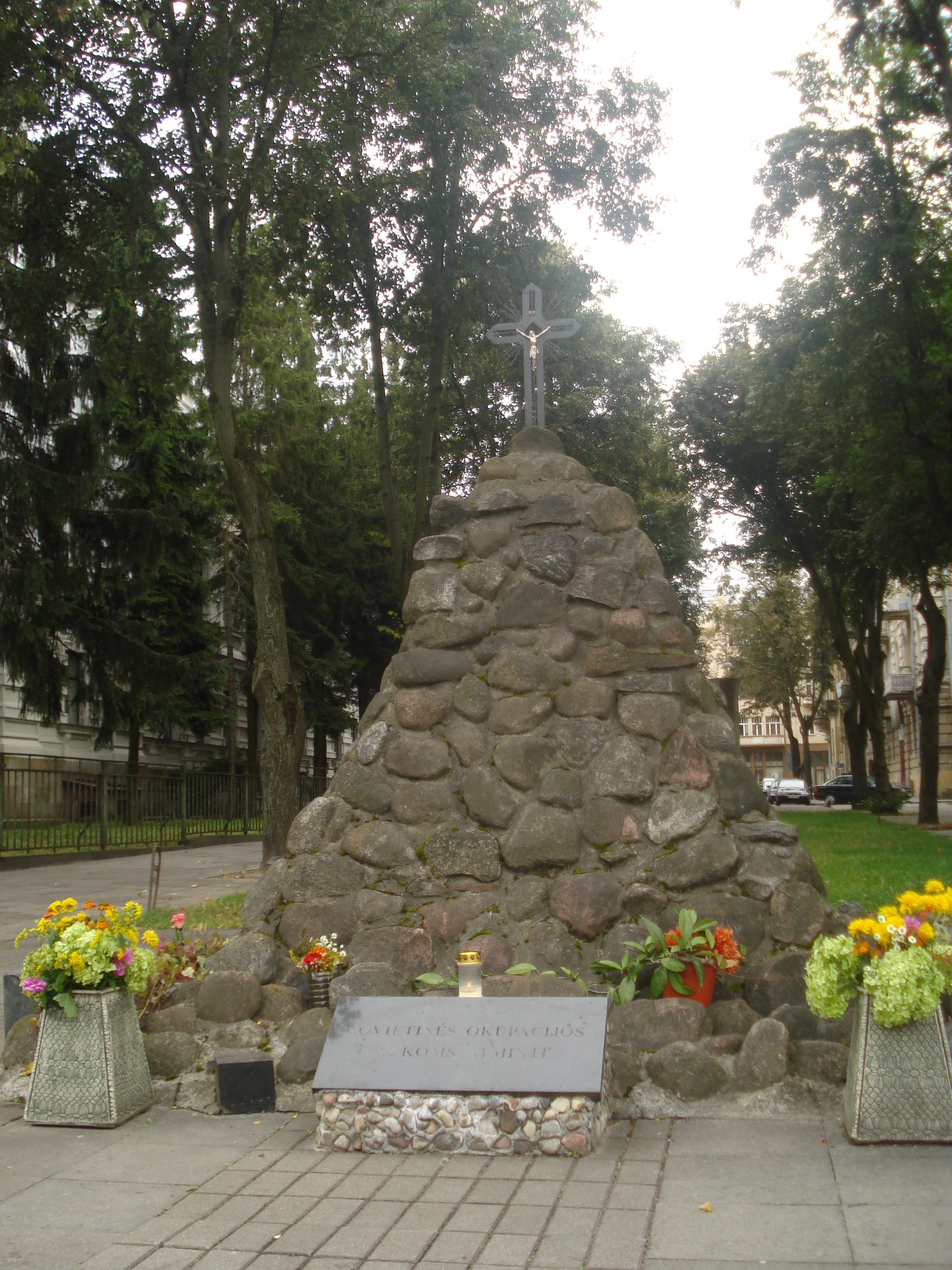
Monumento su viale Gediminas, a Vilnius, dedicato alle vittime dell'occupazione sovietica

- Dicembre 1938: elezioni del consiglio locale a Memel danno maggioranza assoluta ai nazisti (26 seggi su 29).
- 23 marzo 1939: la Germania occupa la regione di Memel, in Lituania.
- 23 agosto 1939 firmato il patto Molotov-Ribbentrop. Il patto diede mano libera all'URSS in Estonia, Lettonia e Finlandia.
- 24 settembre 1939: l'Unione Sovietica impone di stabilire basi in Estonia.
- 28 settembre 1939: patto Molotov-Ribbentrop modificato in modo da consegnare la maggior parte della Lituania alla sfera sovietica.
- 28 settembre 1939: l'Estonia deve acconsentire alla richiesta sovietica di basi militari.
- 2 ottobre 1939: l'URSS obbliga ad accettare un patto di mutua assistenza alla Lettonia.
- 5 ottobre 1939: la Lettonia deve concedere le basi all'URSS.
- 5 ottobre 1939: L'URSS inizia i negoziati con la Finlandia per ottenere basi e territori.
- 10 ottobre 1939: la Lituania deve concedere le basi all'Unione Sovietica.
- 11 ottobre 1939: l'NKVD emette l'ordine num. 001223 per la deportazione di elementi anti-sovietici da Estonia, Lettonia e Lituania verso la Russia.
- 18 ottobre 1939: le prime unità dell'Armata Rossa occupano in Estonia.
- 13 novembre 1939: la Finlandia respinge le richieste sovietiche.
- 30 novembre 1939: inizia la guerra d'Inverno contro la Finlandia.
- 1º dicembre 1939, il governo Terijoki, governo fantoccio sovietico, si instaura nella zona occupata di Terijoki, vicino a Leningrado.
- 29 gennaio 1940: l'Unione Sovietica "dimentica" il governo Terijoki.
- 13 marzo 1940: finisce la Guerra d'inverno con il trattato di pace di Mosca.
- 9 aprile 1940: la Germania invade Danimarca e Norvegia.
- 10 giugno 1940: la Germania occupa la Norvegia.
- 14 giugno 1940: Parigi cade in mano tedesca.
- 14 giugno 1940: l'aviazione sovietica abbatte l'aereo passeggeri finlandese "Kaleva" in servizio da Tallinn a Helsinki.
- 14 giugno 1940: inizia blocco navale ed aereo sovietico in Estonia.
- 14 giugno 1940: l'URSS lancia un ultimatum alla Lituania affinché sia formato un nuovo governo e lasci libero passaggio all'Armata Rossa. Il presidente della Lituania Antanas Smetona, propone la resistenza armata ma non ottenendo appoggio da governo e forze armate, decide di esiliarsi per non essere usato per legalizzare l'occupazione.
- 15 giugno 1940: l'Unione Sovietica occupa la Lituania. Il Presidente Smetona fugge attraverso la Germania prima in Svizzera poi negli USA, nel 1941, dove muore il 9 giugno del 1944, a Cleveland. Il Primo ministro Antanas Merkys su richiesta sovietica tenta di catturare Smetona. Vladimir Dekanozov atterra a Kaunas per supervisionare processo di annessione della Lituania.
- 15 giugno 1940: alle 03:00 le truppe sovietiche attaccano e catturano i posti di frontiera lettoni di Masļenkos (Maslenkis) e Smaiļi.
- 16 giugno 1940: simili ultimatum vengono lanciati a Estonia e Lettonia.
- 16 giugno 1940: il Primo ministro lituano Antanas Merkys rimuove Antanas Smetona dall'incarico di presidente ed assume illegalmente la presidenza.
- 17 giugno 1940: Estonia e Lettonia si arrendono alle richieste sovietiche e vengono invase. Il Primo ministro lituano Antanas Merkys nomina Justas Paleckis nuovo primo ministro, si dimette ed è arrestato.
- 18 giugno 1940: Svezia e Germania sottoscrivono un permesso di trasferimento per l'esercito tedesco dalla Norvegia usando territorio svedese.
- 20 giugno 1940: formato il nuovo governo lettone filosovietico.
- 21 giugno 1940: formato il nuovo governo estone contenente solo attivisti di sinistra, deportando tutti gli altri. L'URSS organizza un certo numero di manifestazioni col supporto dell'Armata Rossa in diverse città.
- 22 giugno 1940: la Francia si arrende.
- 8 luglio 1940: Svezia e Germania sottoscrivono un trattato che permette il trasferimento di materiale bellico tedesco tra la Norvegia e i porti del sud della Svezia.
- 11 luglio 1940: il Distretto Militare Baltico è creato dall'URSS a Riga, sui territori delle, solo teoricamente, ancora indipendenti repubbliche baltiche.
- 14 luglio-15 luglio 1940: elezioni in Estonia, Lettonia e Lituania, dove i candidati non comunisti furono estromessi e uccisi.
- 17 luglio 1940: l'autodichiaratosi presidente lituano, Antanas Merkys, è imprigionato e deportato a Saratov, Unione Sovietica. Morirà il 5 marzo 1955.
- 21 luglio-23 luglio 1940: il nuovo parlamento estone muta la nazione secondo gli standard sovietici.
- 21 luglio 1940: il nuovo governo lettone Saeima deve accettare decreti che prevedono la sovietizzazione e la nazionalizzazione dei beni.
- 22 luglio 1940: il presidente della Lettonia, Kārlis Ulmanis, è arrestato e deportato in Unione Sovietica, e non farà più ritorno. Morirà in prigione a Krasnovodsk il 20 settembre 1942.
- 23 luglio 1940: esponenti delle delegazioni diplomatiche baltiche a Londra e Washington protestano contro l'occupazione sovietica e l'annessione delle loro nazioni.
- 23 luglio 1940: dichiarazione di Sumner Welles (Sottosegretario di stato degli USA). Politica statunitense di non riconoscimento dell'occupazione e annessione delle repubbliche baltiche e blocco dei beni negli USA.
- 30 luglio 1940: il presidente dell'Estonia, Konstantin Päts, è imprigionato dall'NKVD e deportato in Russia dove muore al manicomio di Kalinin il 18 luglio 1956.
- 3 agosto 1940: l'URSS annette la Lituania.
- 5 agosto 1940: l'URSS annette la Lettonia.
- 6 agosto 1940: l'URSS annette l'Estonia.
- 6 settembre 1940: l'Unione Sovietica ottiene diritti di trasporto di truppe e materiali dalla Finlandia tra Hanko e il confine sovietico.
- 22 settembre 1940: la Germania ottiene diritti di trasporto di truppe e materiali dalla Finlandia tra la Norvegia settentrionale ed i porti del Golfo di Botnia.
- 12 novembre 1940: la Germania rifiuta all'URSS il diritto di occupare la Finlandia, ai negoziati di Berlino.
- 14 giugno 1941: prime deportazioni di massa Estonia (20 000), Lettonia (25 000) e Lituania (28 000) verso campi di sterminio in Siberia.
- 22 giugno 1941: Operazione Barbarossa, la Germania invade l'Unione Sovietica.
- 24/25 giugno 1941: Massacro di Rainiai di prigionieri politici sovietici in Lituania.
- 25 giugno 1941:, inizia la Guerra di Continuazione tra la Finlandia e URSS.
- 24 luglio 1941: Massacro di civili a Kautla, Estonia.